# Horný Vadičov
Horný Vadičov – wieś (obec) w północnej Słowacji, w powiecie Kysucké Nové Mesto, w kraju żylińskim.

## Położenie
Wieś położona jest w odległości w linii prostej ok. 8–9 km na południowy wschód od Kysuckého Nového Mesta, w górnej części doliny Vadičovského potoka. Od wschodu i południa wieś otaczają szczyty Gór Kisuckich: Biely vrch (785 m n.p.m.), Zlieň (765 m n.p.m.), Magura (921 m n.p.m.) i Požeha (799 m n.p.m.), natomiast od północnego zachodu wznosi się nad nią jeden z najwyższych szczytów tych gór, strzelista Ľadonhora (999 m n.p.m.). Najwyższym punktem wsi jest szczyt wspomnianej Ľadonhory, najniższym – koryto Vadičovského potoka w dolnej części wsi, na granicy z Dolným Vadičovem (440 m n.p.m.).

## Nazwa
W 1385 roku wieś była po raz pierwszy wzmiankowana pisemnie jako Silva Vaditzov. Następnie występuje w źródłach pisanych jako Vadycho (1419), Felse Wadychow (1504) i Horní Wadičow (1773). Po 1867 r. występowała pod węgierskimi nazwami Felsövadicsó i Felsövadas. Na zachowanych odciśnięciach bliżej niedatowanej pieczęci z drugiej połowy XVIII w. widnieje napis SIGIL(LUM) P(OSSESSIONIS). FELSICO VADICZO.
Prostredný Vadičov, jako odrębna jednostka osadnicza, w dokumentach pojawia się jako Wadiczw Mediocris (1558), Srdní Wadičow (1773), Prostredný Wadičov (1808), a w języku węgierskim jako Középvadicsó.

## Historia
Otoczenie wsi było zamieszkane przez człowieka już w czasach prehistorycznych. W kilku miejscach (Crkovo, grodzisko na szczycie Ľadonhory) znalezione zostały ślady osadnictwa kultury łużyckiej z młodszej epoki brązu (brązowa siekierka z tuleją, obecnie w zbiorach Muzeum Powaskiego w Żylinie) i starszej epoki żelaza. W dolinie Vadičovského potoka znalezione zostały artefakty z okresu kultury puchowskiej.
Horný Vadičov został założony prawdopodobnie z końcem XIV w. na ziemiach, należących wcześniej do królewskiego majątku zarządzanego z zamku Starhrad. Był wsią szlachecką, należała kolejno do rodzin Rudinských, Nedeckých i Záborských. W roku 1598 miała 35 domów, w 1784 roku miała 138 domów i 886 mieszkańców, a w 1828 roku – 141 domów i 1142 mieszkańców. W 1789 roku we wsi powstała parafia i pierwsza szkoła, a w roku 1806 ukończono budowę i poświęcono obecny kościół pw. św. Mikołaja. Mieszkańcy zajmowali się pracą na roli, hodowlą, pracą w lasach i wiejskimi rzemiosłami. Wielu z nich, podobnie jak w innych wsiach na Kysucach, pracowało jako wędrowni druciarze. Pod koniec XIX w. znaczny poziom osiągnęła emigracja do USA. Po I wojnie światowej mieszkańcy wsi latem wyruszali do prac polowych na „Dolną Ziemię” (Nizina Naddunajska), zaś zimą zajmowali się wyrobem drewnianych naczyń i sprzętów gospodarczych oraz tkactwem. W 1938 r. do wsi dotarła linia telefoniczna, a w 1946 r. Horný Vadičov został zelektryfikowany.
Zapewne jeszcze w pierwszej połowie XVI w. w granicach wsi powstała nowa jednostka osadnicza, Prostredný Vadičov. Wieś należała do rodziny Nedeckych. Była niewielka, w 1784 roku miała 20 domów i 98 mieszkańców, a w roku 1828 – 18 domów i 142 mieszkańców. W 1913 r. została przyłączona do Horného Vadičova.

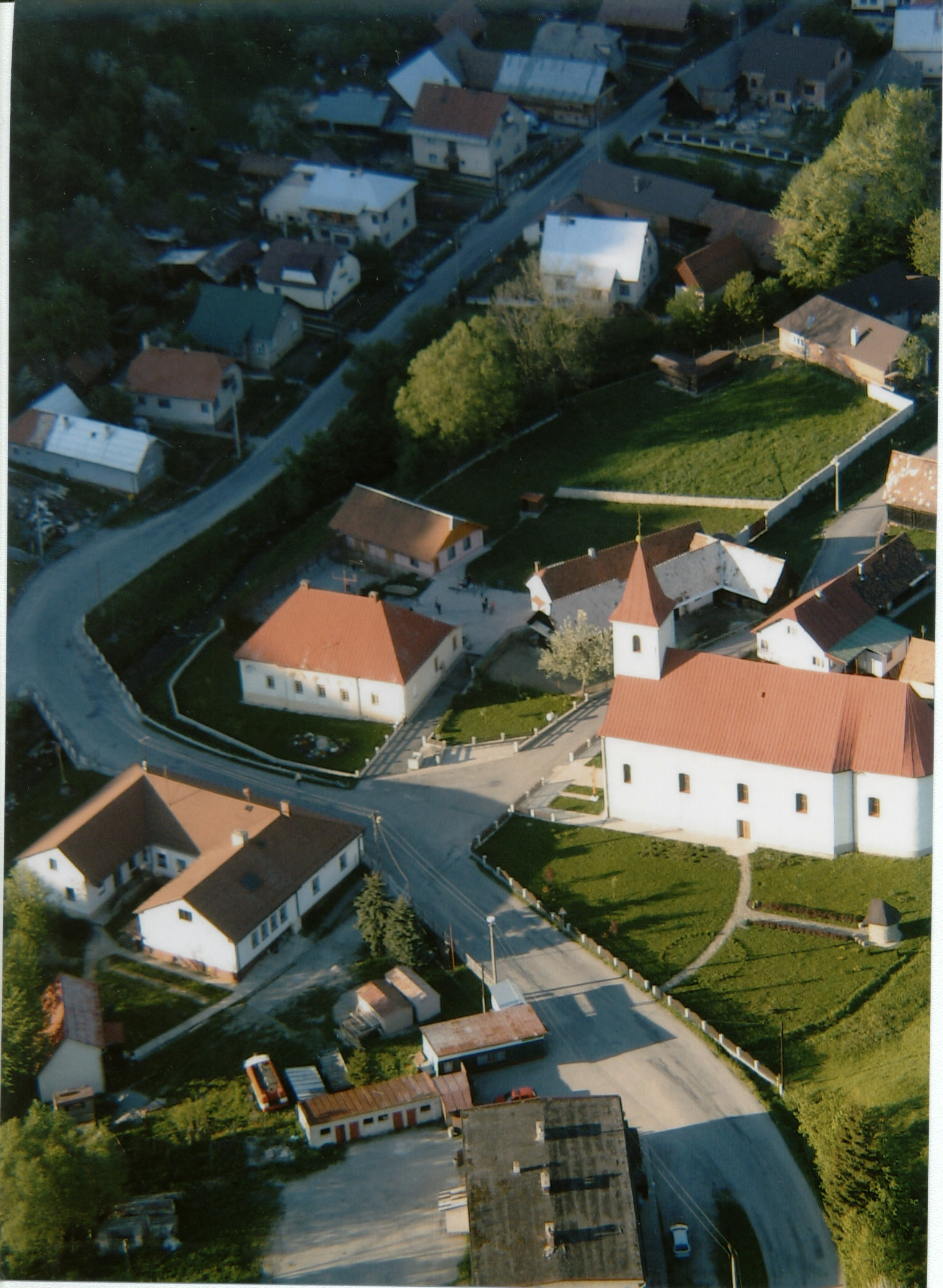
Horný Vadičov – centrum miejscowości